# Opactwo Northanger

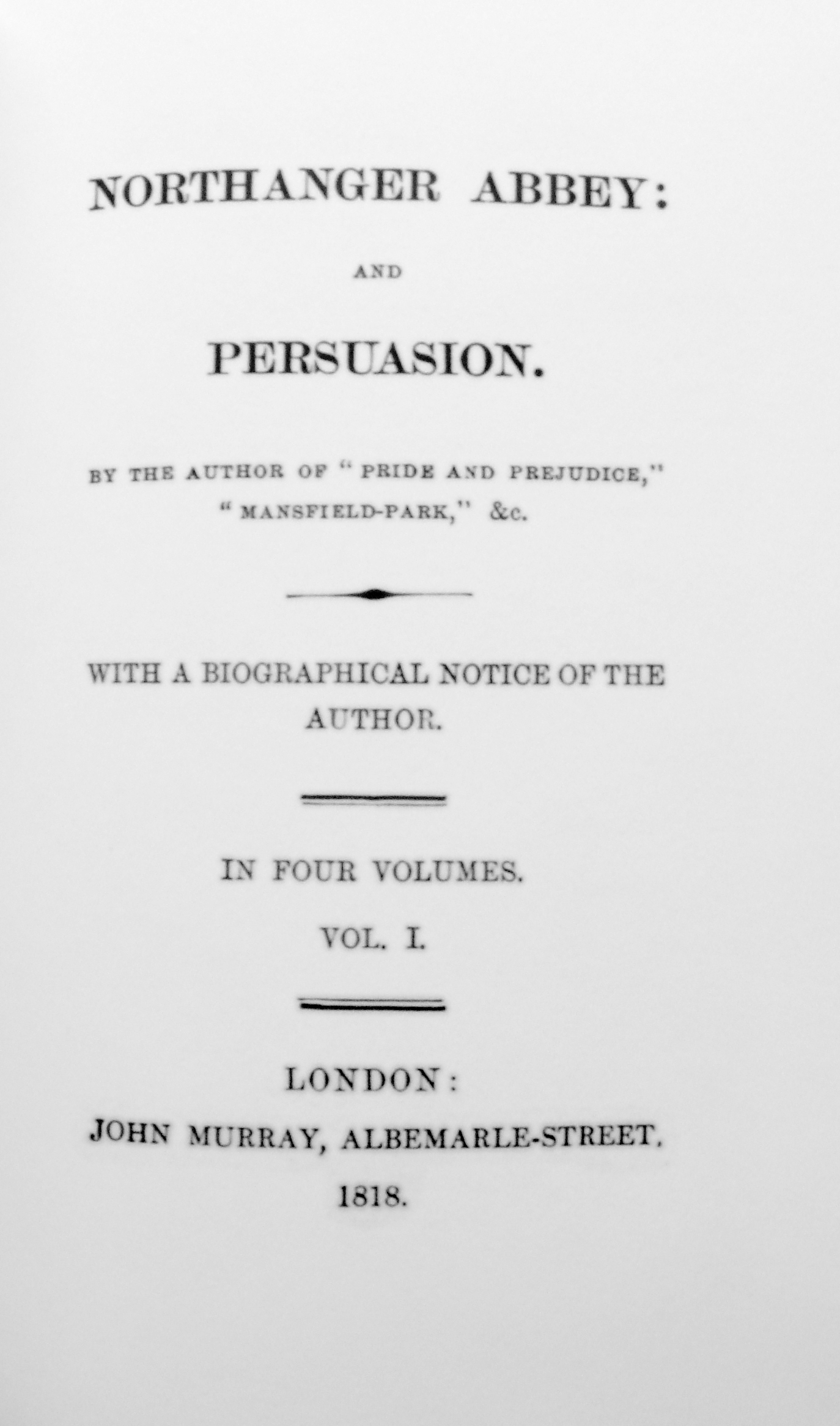
Strona tytułowa pierwszego wydania Opactwa Northanger i Perswazji, 1818

Opactwo Northanger (ang. Northanger Abbey) – powieść angielskiej pisarki Jane Austen, napisana jako parodia popularnych pod koniec XVIII i na początku XIX wieku powieści gotyckich. Wraz z Rozważną i romantyczną oraz Dumą i uprzedzeniem należy do grupy trzech utworów, ukończonych w pierwotnej formie w latach dziewięćdziesiątych XVIII wieku. Wymienia się ją zazwyczaj na pierwszym miejscu, gdyż jest to pierwsza sprzedana powieść Jane Austen – choć ostatecznie publikacja nie doszła do skutku i jako pierwsza ukazała się Rozważna i romantyczna, a Opactwo Northanger zostało wydane pośmiertnie, na przełomie 1817 i 1818 roku, razem z Perswazjami. Opactwo Northanger pierwotnie nosiło tytuł Susan; następnie po porażce związanej z nieudaną publikacją książki Austen zmieniła imię głównej bohaterki oraz tytuł na Catherine, a dopiero szykując pośmiertne wydanie powieści jej siostra Cassandra zmieniła jeszcze raz tytuł na Opactwo Northanger.

## Parodia powieści gotyckiej

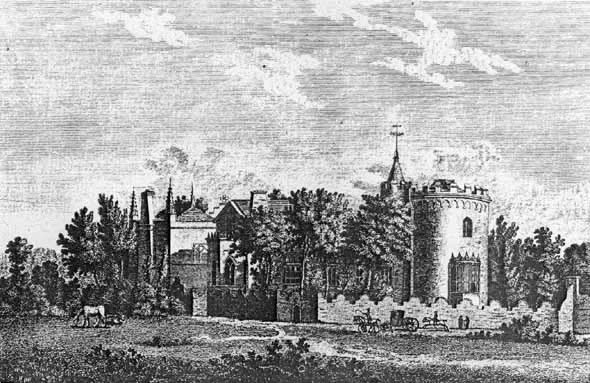
Utrzymane w gotyckim stylu domostwo Horacego Walpole’a, autora Zamku Otranto, jednej z najsłynniejszych osiemnastowiecznych powieści grozy, którymi z wypiekami na twarzy zaczytują się młode panny w powieści Jane Austen

W Opactwie Northanger Austen parodiuje powieści gotyckie, których była wielką miłośniczką i uważną czytelniczką. Sam tytuł powieści daje już sygnał związku z osiemnastowiecznymi romansami grozy i ich tytułami, wskazującymi na tajemnicze miejsca mrożącej krew w żyłach akcji, np. Tajemnice zamku Udolfo Anny Radcliffe, którymi zaczytują się młode bohaterki powieści: Katarzyna i jej nowa poznana w Bath przyjaciółka. Zarówno postacie, jak i wydarzenia są konstruowane jako parodia elementów tego typu utworów, sama zaś książka Austen, na przekór zarówno dramatycznym powieściom gotyckim, jak i równie popularnym wśród czytelniczek tego okresu powieściom sentymentalnym, skłania czytelnika do śmiechu, a nie do łez. Komizm jest spowodowany przede wszystkim zderzeniem prozaicznej rzeczywistości z wyobrażeniami i oczekiwaniami głównej bohaterki, która czerpie wiedzę o świecie z tchnących atmosferą grozy i niezwykłości książek, postrzegając siebie jako bohaterkę powieści. Choć Austen sama uwielbiała tego typu lektury, dostrzegać musiała problem, jakim był wpływ gotyckich romansów na nieświadome konwencji literackiej młode panny, traktujące tego typu lektury jako wiarygodny obraz rzeczywistości.

## Krótko o treści

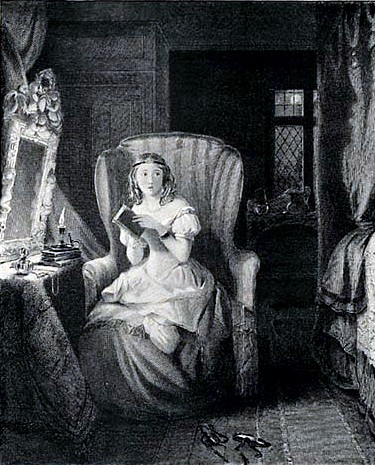
Bohaterka powieści, Katarzyna Morland, zaczytująca się w Tajemnicach zamku Udolfo. Ilustracja z wydania Opactwa Northanger z 1833 roku

Główną bohaterką jest młoda córka pastora, siedemnastoletnia Katarzyna Morland – postać skonstruowana tak, aby zaprzeczać najważniejszym cechom heroiny gotyckiego romansu. Pochodzenie Katarzyny nie jest więc owiane żadną tajemnicą – urodziła się jako córka zwykłego pastora, a dzieciństwo spędziła beztrosko biegając po okolicy i uwielbiając chłopięce zabawy. Jako dorastająca panna nie odznacza się również olśniewającą urodą ani szczególnymi talentami czy zaletami ducha – jest zwyczajną, miłą, serdeczną i bardzo naiwną dziewczyną. Pewnego dnia zostaje zaproszona przez zaprzyjaźnione z jej rodziną bezdzietne małżeństwo Allenów jako towarzyszka pobytu w Bath, modnym uzdrowisku, do którego przyjeżdżano pokazać się, odświeżyć stare, nawiązać nowe znajomości i brać udział w balach organizowanych w dwóch ośrodkach. Podczas jednego z balów Katarzyna poznaje Henryka Tilneya, a wkrótce też jego młodszą siostrę Eleonorę. Rodzeństwo budzi jej zainteresowanie i sympatię. Jednocześnie pani Allen spotyka w Bath swoją dawna przyjaciółkę, panią Thorpe, która przyjechała tu ze swoimi trzema córkami, z których najstarsza Izabela szybko podbija serce Katarzyny, czemu sprzyja bliskie koleżeństwo ich braci. Bohaterka próbuje pogodzić sympatię dla obu kręgów znajomych, ale jej działania i uczucia natrafiają na liczne przeszkody i prowadzą do przykrych nieporozumień. Brat Katarzyny zaręcza się z Izabelą. Natomiast Katarzyna odrzuca (dosyć dziwaczne) oświadczyny brata Izabeli i przyjmuje zaproszenie generała Tilneya (ojca Henryka i Eleonory) do jego siedziby, czyli tytułowego Opactwa Northanger.
Katarzyna, która na początku pobytu w Bath niewiele jeszcze wie o świecie i ludziach, będzie musiała nauczyć się oceniać ludzi nie po pozorach, ale po czynach, wedle ich prawdziwej wartości i wybrać między Izabelą Thorpe a Eleonorą Tilney, z których tylko jedna okaże się szczerą, wierną i przede wszystkim bezinteresowną przyjaciółką.

## EkranizacjeOpactwa Northanger
W 1986 A&E Network wraz z BBC zrealizowały telewizyjną adaptację powieści Opactwo Northanger w reżyserii Gilesa Fostera, z Katharine Schlesinger w roli Katarzyny Morland i Peterem Firthem w roli Henryka Tilneya.
Kolejna telewizyjna adaptacja Opactwa Northanger według scenariusza Andrew Daviesa i w reżyserii Jona Jonesa została wyemitowana po raz pierwszy na kanale ITV 25 marca 2007 jako jedna z części serii „Jane Austen Season”. W roli Katarzyny Morland obsadzono Felicity Jones, a Henryka Tilneya zagrał JJ Feild.